# Sol Campbell
Sulzeer Jeremiah Campbell (Newham, Inglaterra, 18 de septiembre de 1974), más conocido como Sol Campbell, es un exfutbolista y entrenador de fútbol británico, de origen jamaicano.
Como futbolista, jugaba como defensa y fue internacional con la selección de fútbol de Inglaterra.

## Biografía
Campbell nació en Newham, de padres jamaicanos, Sewell y Wihelmina. Era el menor de doce hermanos, nueve de los cuales eran varones. Su padre era obrero ferroviario y su madre, Wihelmina, trabajaba en una fábrica de Ford. A pesar de crecer en un barrio peligroso, en una familia con muy poco dinero, Campbell se alejó de la vida delictiva gracias a sus estrictos padres.
Campbell asistió a la Portway Primary School de Plaistow (Londres) y cursó la enseñanza secundaria en la Lister Community School de Plaistow (Londres). Tenía un talento escolar prodigioso y recibió parte de su educación en la FA's School of Excellence de Lilleshall, donde conoció al jugador de tenis de mesa y más tarde agente futbolístico Sky Andrew. Campbell pasó una breve temporada en el West Ham United, donde comenzó su carrera como delantero. Abandonó el programa juvenil de Upton Park después de que un entrenador le dijera en broma que a Campbell le alegraría saber que las Indias Occidentales estaban ganando a Inglaterra en críquet; Campbell se lo tomó como una ofensa.

## Trayectoria como jugador

### Tottenham Hotspur
Inició su carrera en el Tottenham Hotspur, donde estuvo cerca de diez años y ganó la Copa de la Liga de Inglaterra.

### Arsenal
Para la temporada 2002-2003, Campbell fue fichado por el Arsenal FC, el mayor rival de los Spurs. Allí ganó la Premier League, la Copa de Inglaterra y la Supercopa inglesa. Además, marcó un gol en la final de la Liga de Campeones de la UEFA, el 17 de mayo de 2006, aunque su equipo perdió ante el F. C. Barcelona por un resultado final de 2 goles a 1.

### Portsmouth
En el verano de 2006 dejó el Arsenal FC para fichar por el Portsmouth Football Club, club donde jugó hasta el verano de 2009, cuando se comprometió con el proyecto de Sven-Göran Eriksson con el Notts County.

### Arsenal F. C.
En el mercado invernal de la temporada 2009-2010 atendió a la llamada de Wegner ante la falta de efectivos en defensa del Arsenal, al final jugó 11 partidos.

### Newcastle United
En el verano de 2010 fue traspasado al Newcastle United Football Club, recién ascendido a la Premier League.
El 2 de mayo, el jugador confirma su retiro, con más de 500 partidos jugados en la Premier League.

## Selección nacional
Campbell ha sido internacional con su selección desde mayo de 1996. Participó en la Eurocopa 1996 y en la Copa Mundial de Fútbol de 1998, disputada en Francia. Estuvo también en la Copa Mundial de Fútbol de 2002, en donde su selección cayó en cuartos de final, esta vez ante Brasil. Y para la Copa Mundial de Fútbol de 2006, quedaron eliminados a manos de Portugal, en la tanda de penaltis, también en cuartos de final. En la Eurocopa, también actuó, a pesar de que en ambas competencias, en las del 2000 y 2004, su selección quedara eliminada en cuartos de final.
Una vez transcurrido el Mundial de Alemania 2006, donde no fue nominado se retiró del seleccionado nacional.

### Participaciones en Copas del Mundo
| Copa              | Sede                | Resultado        | Partidos | Goles |
| ----------------- | ------------------- | ---------------- | -------- | ----- |
| Copa Mundial 1998 | Francia             | Octavos de final | 4        | 0     |
| Copa Mundial 2002 | Corea del Sur Japón | Cuartos de final | 5        | 1     |
| Copa Mundial 2006 | Alemania            | Cuartos de final | 1        | 0     |

### Participaciones en Eurocopas
| Copa          | Sede                   | Resultado        | Partidos | Goles |
| ------------- | ---------------------- | ---------------- | -------- | ----- |
| Eurocopa 1996 | Inglaterra             | Semifinales      | 1        | 0     |
| Eurocopa 2000 | Bélgica · Países Bajos | Primera fase     | 3        | 0     |
| Eurocopa 2004 | Portugal               | Cuartos de final | 4        | 0     |

## Trayectoria como entrenador

### Trinidad y Tobago
El 30 de enero de 2017, Campbell fue nombrado como entrenador adjunto de Dennis Lawrence en la selección de fútbol de Trinidad y Tobago.

### Macclesfield Town
Llegó como nuevo entrenador del Macclesfield Town, entonces en la Football League Two, el 27 de noviembre de 2018. Dejó el club el 15 de agosto de 2019 por mutuo acuerdo.

### Southend United
El 22 de octubre de 2019 fue nombrado nuevo entrenador del Southend United de la League One. Dejó el club el 30 de junio de 2020.

## Estadísticas

### Clubes

#### Como jugador
| Club | Div.          | Temporada     | Liga  | Liga  | FA Cup | FA Cup | Copa de la Liga | Copa de la Liga | Torneos internacionales(1) | Torneos internacionales(1) | Otros(2) | Otros(2) | Total | Total |
| Club | Div.          | Temporada     | Part. | Goles | Part.  | Goles  | Part.           | Goles           | Part.                      | Goles                      | Part.    | Goles    | Part. | Goles |
| --- | ------------- | ------------- | ----- | ----- | ------ | ------ | --------------- | --------------- | -------------------------- | -------------------------- | -------- | -------- | ----- | ----- |
| Tottenham Hotspur F. C. Inglaterra                                                                                                   | 1.ª           | 1992-93       | 1     | 1     | 0      | 0      | 0               | 0               | —                          | —                          | —        | —        | 1     | 1     |
| Tottenham Hotspur F. C. Inglaterra                                                                                                   | 1.ª           | 1993-94       | 34    | 0     | 3      | 0      | 5               | 1               | —                          | —                          | —        | —        | 42    | 1     |
| Tottenham Hotspur F. C. Inglaterra                                                                                                   | 1.ª           | 1994-95       | 30    | 0     | 3      | 0      | 3               | 0               | —                          | —                          | —        | —        | 36    | 0     |
| Tottenham Hotspur F. C. Inglaterra                                                                                                   | 1.ª           | 1995-96       | 31    | 1     | 6      | 0      | 2               | 0               | 0                          | 0                          | —        | —        | 39    | 1     |
| Tottenham Hotspur F. C. Inglaterra                                                                                                   | 1.ª           | 1996-97       | 38    | 0     | 1      | 0      | 4               | 1               | —                          | —                          | —        | —        | 43    | 1     |
| Tottenham Hotspur F. C. Inglaterra                                                                                                   | 1.ª           | 1997-98       | 34    | 0     | 3      | 1      | 3               | 0               | —                          | —                          | —        | —        | 40    | 1     |
| Tottenham Hotspur F. C. Inglaterra                                                                                                   | 1.ª           | 1998-99       | 37    | 6     | 7      | 0      | 8               | 2               | —                          | —                          | —        | —        | 52    | 8     |
| Tottenham Hotspur F. C. Inglaterra                                                                                                   | 1.ª           | 1999-00       | 29    | 0     | 2      | 0      | 2               | 0               | 2                          | 0                          | —        | —        | 35    | 0     |
| Tottenham Hotspur F. C. Inglaterra                                                                                                   | 1.ª           | 2000-01       | 21    | 2     | 5      | 0      | 1               | 0               | —                          | —                          | —        | —        | 27    | 2     |
| Tottenham Hotspur F. C. Inglaterra                                                                                                   | Total club    | Total club    | 255   | 10    | 30     | 1      | 28              | 4               | 2                          | 0                          | —        | —        | 315   | 15    |
| Arsenal F. C. Inglaterra | 1.ª           | 2001-02       | 31    | 2     | 7      | 1      | 0               | 0               | 10                         | 0                          | —        | —        | 48    | 3     |
| Arsenal F. C. Inglaterra | 1.ª           | 2002-03       | 33    | 2     | 5      | 1      | 0               | 0               | 10                         | 0                          | 1        | 0        | 49    | 3     |
| Arsenal F. C. Inglaterra | 1.ª           | 2003-04       | 35    | 1     | 5      | 0      | 0               | 0               | 9                          | 0                          | 1        | 0        | 50    | 1     |
| Arsenal F. C. Inglaterra | 1.ª           | 2004-05       | 16    | 1     | 1      | 0      | 0               | 0               | 4                          | 0                          | 0        | 0        | 21    | 1     |
| Arsenal F. C. Inglaterra | 1.ª           | 2005-06       | 20    | 2     | 1      | 0      | 2               | 0               | 6                          | 1                          | 0        | 0        | 29    | 3     |
| Arsenal F. C. Inglaterra | 1.ª           | 2009-10       | 11    | 0     | 1      | 0      | —               | —               | 2                          | 1                          | —        | —        | 14    | 1     |
| Arsenal F. C. Inglaterra | Total club    | Total club    | 146   | 8     | 20     | 2      | 2               | 0               | 41                         | 2                          | 2        | 0        | 211   | 12    |
| Portsmouth F. C. Inglaterra | 1.ª           | 2006-07       | 32    | 1     | 2      | 0      | 0               | 0               | —                          | —                          | —        | —        | 34    | 1     |
| Portsmouth F. C. Inglaterra | 1.ª           | 2007-08       | 31    | 1     | 5      | 0      | 1               | 0               | —                          | —                          | —        | —        | 37    | 1     |
| Portsmouth F. C. Inglaterra | 1.ª           | 2008-09       | 32    | 0     | 3      | 0      | 0               | 0               | 4                          | 0                          | 1        | 0        | 40    | 0     |
| Portsmouth F. C. Inglaterra | Total club    | Total club    | 95    | 2     | 10     | 0      | 1               | 0               | 4                          | 0                          | 1        | 0        | 111   | 2     |
| Notts County F. C. Inglaterra | 4.ª           | 2009-10       | 1     | 0     | —      | —      | —               | —               | —                          | —                          | —        | —        | 1     | 0     |
| Newcastle United F. C. Inglaterra | 1.ª           | 2010-11       | 7     | 0     | 0      | 0      | 1               | 0               | —                          | —                          | —        | —        | 8     | 0     |
| Total carrera | Total carrera | Total carrera | 504   | 20    | 60     | 3      | 32              | 4               | 47                         | 2                          | 3        | 0        | 646   | 29    |
| (1) Incluye datos de la Copa de la UEFA (1999-09) y Liga de Campeones (2001-10). (2) Incluye datos de la Community Shield (2003-09). |               |               |       |       |        |        |                 |                 |                            |                            |          |          |       |       |

#### Como entrenador
| Club                               | Div.          | Temporada     | Estadísticas | Estadísticas | Estadísticas | Estadísticas | Estadísticas |
| Club                               | Div.          | Temporada     | PD           | G            | E            | P            | G%           |
| ---------------------------------- | ------------- | ------------- | ------------ | ------------ | ------------ | ------------ | ------------ |
| Macclesfield Town F. C. Inglaterra | 4.ª           | 2018-19       | 30           | 8            | 12           | 10           | 26.7         |
| Southend United F. C. Inglaterra   | 3.ª           | 2019-20       | 23           | 4            | 5            | 14           | 17.4         |
| Total carrera                      | Total carrera | Total carrera | 53           | 12           | 17           | 24           | 22.6         |

## Palmarés

### Campeonatos nacionales
| Título           | Club                    | País       | Año  |
| ---------------- | ----------------------- | ---------- | ---- |
| Copa de la Liga  | Tottenham Hotspur F. C. | Inglaterra | 1999 |
| Premier League   | Arsenal F. C.           | Inglaterra | 2002 |
| FA Cup           | Arsenal F. C.           | Inglaterra | 2002 |
| Community Shield | Arsenal F. C.           | Inglaterra | 2002 |
| FA Cup           | Arsenal F. C.           | Inglaterra | 2003 |
| Premier League   | Arsenal F. C.           | Inglaterra | 2004 |
| Community Shield | Arsenal F. C.           | Inglaterra | 2004 |
| FA Cup           | Arsenal F. C.           | Inglaterra | 2005 |
| FA Cup           | Portsmouth F. C.        | Inglaterra | 2008 |

### Campeonatos internacionales
| Título                      | Club                           | Sede       | Año  |
| --------------------------- | ------------------------------ | ---------- | ---- |
| Campeonato Europeo Sub-18   | Selección de Inglaterra sub-19 | Inglaterra | 1993 |
| Torneo Esperanzas de Toulon | Selección de Inglaterra sub-20 | Francia    | 1994 |